# NGC 2752
NGC 2752 ist eine Balken-Spiralgalaxie vom Hubble-Typ SBb im Sternbild Krebs auf der Ekliptik. Sie ist schätzungsweise 392 Millionen Lichtjahre von der Milchstraße entfernt und hat einen Durchmesser von etwa 210.000 Lichtjahren.

Im selben Himmelsareal befinden sich u. a. die Galaxien NGC 2745, NGC 2747, NGC 2749, NGC 2751.
Das Objekt wurde am 28. März 1864 von Albert Marth entdeckt.